# Spallanzania vetula
Spallanzania vetula là một loài ruồi trong họ Tachinidae.